# Madadayo
Madadayo (まあだだよ Mādadayo?, "Aún no") es una película japonesa de 1992 del género comedia dramática, escrita y dirigido por Akira Kurosawa.  Es la trigésima y última película en la filmografía de Akira Kurosawa.  Fue estrenada durante el Festival de Cine de Cannes de 1993. La película fue seleccionada como la entrada japonesa para el Óscar a la mejor película de habla no inglesa en los 66.º Premios Óscar, pero no fue aceptada para la nominación final.

## Argumento
La historia principal de la película se basa en la vida real del académico y escritor japonés Hyakken Uchida (Tatsuo Matsumura)(1889-1971). La película da inicio retratando su renuncia como profesor de alemán, en el período inmediatamente anterior a la Segunda Guerra Mundial. La trama se centra en su relación con sus antiguos alumnos, que lo cuidan en su vejez.
El título (que significa "Aún no" en español) es una alusión a una antigua leyenda japonesa mencionada en una escena sobre un anciano que se niega a morir. La historia es contada dentro de la película de la siguiente manera: cada año, en el cumpleaños del anciano, sus alumnos le ofrecen una fiesta en la que todos le preguntan: "Mada kai?" ("¿Estás listo?"). Él responde bebiendo un gran vaso ceremonial de cerveza y gritando "Mada dayo!" ("¡Aún no!"), Lo que implica que la muerte puede estar cerca, pero la vida todavía continúa. La película también cubre los eventos que ocurren entre estos cumpleaños, como su mudanza a una nueva casa, su adopción y posterior extravío de un gato querido, etc.
A medida que pasan los años, las celebraciones anuales cambian de una atmósfera de fiesta de fraternidad a una reunión de familias. El gran vaso ceremonial de cerveza que bebe Uchida cambia también, pero él siempre completa su vaso lleno.

## Reparto
- Tatsuo Matsumura – Profesor Hyakken Uchida
- Kyōko Kagawa – La mujer del profesor
- Hisashi Igawa – Takayama
- George Tokoro – Amaki
- Masayuki Yui – Kiriyama
- Akira Terao – Sawamura
- Takeshi Kusaka – Dr. Kobayashi
- Asei Kobayashi – Rev. Kameyama
- Hidetaka Yoshioka – Takayama  hijo
- Yoshitaka Zushi – Vecino
- Mitsuru Hirata – Tada
- Nobuto Okamoto – Ōta
- Tetsu Watanabe
- Norio Matsui
- Noriko Honma – La señora vieja con un gato

## Título
Madadayo es también el título de una colección de ensayos publicados póstumamente por Uchida, que forma, junto con sus otras obras autobiográficas, el material de fondo para el guion de la película.
La romanización estándar de まあだだよ no es madadayo sino mādadayo (el sonido あ "a" adicional después de ま "ma" indica una 'a' larga). El significado de las dos grafías es el mismo excepto que este último es una expresión que los niños japoneses usan en el juego de tú la llevas. Esto da al título un toque del humor de Uchida.

## Reacciones
Madadayo recibió reacciones generalmente positivas de los críticos, manteniendo una calificación de aprobación del 87% en Rotten Tomatoes.
El crítico del Chicago Sun-Times, Roger Ebert le dio una puntuación de 3/4 y dijo sobre la película «Este es el tipo de película que todos quisiéramos hacer, si fuéramos muy viejos y muy serenos. Hubo momentos en que tuve el sentimiento inquietante de de que Kurosawa estuviese filmando su elegante descenso hacia la noche».
A.O. Scott de The New York Times dijo sobre la última película de Kurosawa que «No es una de las grandes películas de Kurosawa; el campo abarcado por el sentimiento es, al final, demasiado estrecho, el alcance de la referencia humana demasiado restringido. Pero es, en sus propias proporciones, casi perfecto».